# Halowy hokej na trawie na Halowych Igrzyskach Azjatyckich 2007
Wyniki turnieju halowego hokeja na trawie, rozegranego podczas Halowych Igrzysk Azjatyckich 2007. Udział brali tylko mężczyźni. W turnieju udział wzięło 6 drużyn.

## Tabela i wyniki
| Drużyna          | M | Z | R | P | B+ | B- | +/− | Pkt |
| ---------------- | - | - | - | - | -- | -- | --- | --- |
| Iran             | 5 | 4 | 1 | 0 | 28 | 9  | +19 | 13  |
| Korea Południowa | 5 | 3 | 1 | 1 | 24 | 18 | +6  | 10  |
| Malezja          | 5 | 2 | 3 | 0 | 26 | 14 | +12 | 9   |
| Indie            | 5 | 2 | 0 | 3 | 18 | 14 | +4  | 6   |
| Makau            | 5 | 0 | 2 | 3 | 10 | 28 | −18 | 2   |
| Hongkong         | 5 | 0 | 1 | 4 | 11 | 34 | −23 | 1   |

 Hongkong –  Korea Południowa 4:5
 Iran –  Indie 2:1
 Malezja –  Makau 4:4
 Indie –  Hongkong 6:0
 Korea Południowa –  Makau 5:1
 Indie –  Malezja 2:4
 Malezja –  Korea Południowa 4:4
 Hongkong –  Iran 2:8
 Korea Południowa –  Iran 3:5
 Makau –  Hongkong 4:4
 Malezja –  Iran 3:3
 Makau –  Indie 1:5
 Hongkong –  Malezja 1:11
 Iran –  Makau 10:0
 Indie –  Korea Południowa 4:7

### O miejsca 5-6
Makau –  Hongkong 2:2 (rz. karne 3:4)

### Mecz o 3. miejsce
Malezja –  Indie 4:7

## Finał
Iran –  Korea Południowa 7:0

## Zestawienie końcowe wszystkich drużyn
| Rank | Drużyna          |
| ---- | ---------------- |
|      | Iran             |
|      | Korea Południowa |
|      | Indie            |
| 4    | Malezja          |
| 5    | Hongkong         |
| 6    | Makau            |

## Medaliści
| Lp. | Zespół           | Medal |
| --- | ---------------- | ----- |
| 1   | Iran             |       |
| 2   | Korea Południowa |       |
| 3   | Indie            |       |